# 小行星2589
小行星2589（2589 Daniel）是一颗绕太阳运转的小行星，为主小行星带小行星。该小行星于1979年8月22日发现。
該小行星以發現者克拉斯-英格瓦·拉格爾科維斯特的兒子丹尼爾·拉格爾科維斯特（Daniel Lagerkvist）命名。

## 轨道参数
小行星2589的轨道半长轴为2.8785937 UA，离心率为0.085。